# Eduardo Caballero Morales
Eduardo Caballero Morales (nacido el 5 de agosto de 1895 en Bedmar, España - desaparecido el 9 de agosto de 1921 en Monte Arruit, Marruecos español) fue un veterinario militar español que destacó por su participación en las campañas militares que llevó a cabo el ejército español en el protectorado español de Marruecos durante las primeras décadas del siglo XX.
Luchó heroicamente junto a sus compañeros del Regimiento de Caballería Alcántara en los enfrentamientos de 1921 que posteriormente se conocieron como Desastre de Annual, participando en momentos tan importantes como las cargas de su escuadrón en el río Igán para cubrir la retirada del grueso de la tropa española y en la posterior defensa de la posición de Monte Arruit, lugar en el que encontraría la muerte.

## Primeros años
El 5 de agosto de 1895 nace en la localidad jiennense de Bedmar, en la casa paterna sita en la calle de la Tercia, a las 7 de la mañana.
Su inscripción el Registro Civil de Bedmar se realizó el día 6, por su padre, ante el juez municipal, don Pedro Marín Ogallar y el secretario, don Gonzalo Peñas Vilches.
Hijo de Juan Caballero Ruíz, veterinario municipal de esta plaza, y de Ángela Morales Loxa, natural de Arjona (Jaén), fue bautizado como Eduardo Angel, en la Iglesia Parroquial de Nuestra Señora de la Asunción.
Inició sus estudios primarios en la Escuela de Niños, que se había instalado en la antigua Ermita desamortizada de San Marcos, siendo esta dirigida por don Francisco Fernández Gutiérrez de Mora.
En 1910, se traslada a Madrid para continuar los estudios de Segunda Enseñanza, aprobando el examen de ingreso, en el Instituto General Técnico de San Isidro y cumplimentando con excelentes calificaciones todas las asignaturas de las que se matriculó.
Cursó sus estudios en la Escuela de Veterinaria de Madrid, en la glorieta de Embajadores, entre los años 1912 y 1917, obteniendo unas notables calificaciones, especialmente en sus dos últimos años de carrera, donde se distinguió en numerosos campos.

## Carrera militar
En agosto de 1917 ingresa en el ejército español, concretamente en la Caja de Reclutamiento de Jaén en la que permanece hasta el 7 de enero de 1918. Posteriormente, el 29 de marzo de 1919 es destinado al Regimiento de infantería León n.º 38 con sede en Madrid.
Previamente, el 17 de marzo de 1918 había prestado el preceptivo juramento de lealtad a las banderas.
En ese breve período de tiempo alcanza el grado de veterinario auxiliar en el que desempeña su cargo desde mayo de 1918 hasta marzo de 1919. Desde que obtiene el grado de veterinario auxiliar hasta diciembre de 1918 quedará en prácticas en la Escuela Central de Cría del Ejército en Madrid.
Su ingreso definitivo en el cuerpo de veterinaria militar se produjo por Real Orden n.º 73 del 29 de marzo de 1919 aprobando las oposiciones para el empleo de Veterinario 3.º, quedando séptimo en los ejercicios de acceso que tuvieron lugar en Madrid, donde acreditó su aptitud física y legal, así como la científica. En esa misma fecha es destinado al Regimiento de Cazadores de Lusitania y de Caballería n.º 12 con base en Granada, donde se incorporará con su nuevo empleo el 13 de agosto de 1919, tras una breve estancia previa en prácticas, entre abril y julio, en la Academia de Sanidad Militar de Madrid.
En este regimiento permanecerá hasta diciembre de 1919 en que por Real Orden del 29 de diciembre de 1919 es destinado a un nuevo regimiento, el de Cazadores de Alcántara n.º 14 de Caballería, su último destino.

## Campañas en Marruecos
El 14 de marzo de 1920 se incorpora a su Regimiento, ya establecido en Melilla, y participa en la toma y captura de diversos enclaves como Hammunda, Tafersit, Midar, Tamarsisún, Cheif y Albadda, bajo las órdenes del coronel don Rafael Pérez Herrera y su segundo, el teniente coronel don Fernando Primo de Rivera y Orbaneja.

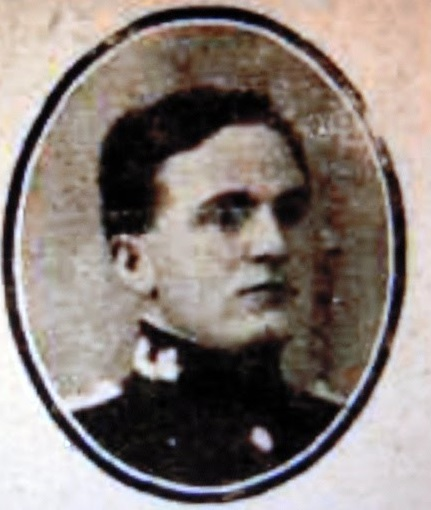
Eduardo Caballero Morales con uniforme del cuerpo de veterinaria militar.

Entre enero y junio de 1921 participa en diversas operaciones de abastecimiento y control de las rutas de suministros que ya se extendían hasta Annual. En marzo de 1921 estando destacado en Segangán alcanza por antigüedad el grado de veterinario 2.º.
El 21 de julio de 1921, formando parte de la columna a las órdenes de su teniente coronel salió para Annual desde Dar Drius, asistiendo al intento efectuado en dicho día de aprovisionar la asediada posición de Igüeriben, sin conseguirlo, regresando nuevamente a su base.
Al día siguiente, formando parte de la misma columna salió de nuevo para Annual, asistiendo en las inmediaciones de Izumar a la retirada de las tropas de Annual, operación en que su Regimiento contribuyó decisivamente, al contener al enemigo facilitando así la retirada de las tropas hasta Dar Drius. Cubrieron también la retirada y repliegue de las tropas del General Navarro, desde las posiciones de Dar Drius al Batel, Tistutín y Monte Arruit entre el 23 y el 29 de julio de 1921.
El día 23, participaría en el hecho más importante y heroico de su corta carrera militar: al mando del Teniente Coronel don Fernando Primo de Rivera, tomó parte en las brillantes cargas de caballería acontecidas en el cruce del río Igán para desalojar al enemigo que, parapetado tras el cauce seco, impedía el paso de los camiones de heridos. Todos los integrantes de la columna, cargaron sable en mano contra los rebeldes rifeños en repetidas ocasiones hasta quedarse sin caballos y casi sin efectivos; la última de estas cargas se hizo a pie.
Fue una auténtica carnicería, de los 691 hombres que formaban la Unidad, 541 murieron en combate, 5 fueron heridos y 78 hechos prisioneros; pero lograron su objetivo, consiguiendo replegarse el grueso de la tropa sin el acoso de los rifeños. En esas circunstancias llegaron a El Batel 67 hombres, entre los que se encontraba Eduardo Caballero, donde las tropas se reorganizaron con la columna allí destacada de Navarro. El 25 volvieron a replegarse a la posición de Tistutín y en la madrugada del 29 a la de Monte Arruit a donde confluían en condiciones precarias los restos de numerosas unidades involucradas en la defensa de esta guarnición.
Fue también en esta posición donde murió, tras participar en varias escaramuzas defensivas con su Regimiento, entre el 30 de julio y 9 de agosto de 1921, fecha en la que el general Navarro, desesperado, rindió la plaza con la promesa de los rebeldes de respetar las vidas de los sitiados. Lo que se produjo tras la entrega de armas fue una auténtica matanza de la que solo se libraron el propio general y un reducido grupo superviviente de su oficialidad. No existe certeza sobre si Eduardo Caballero murió defendiendo la plaza o fue asesinado tras la rendición.

Su cadáver no fue encontrado o reconocido por lo que, un año después de los acontecimientos relatados, fue dado de baja en el Ejército como desaparecido. Tenía entonces veintiséis años.
"Cabalga como el sol, disipa las nubes a su paso"

Lema del Regimiento de Caballería Alcántara

## Condecoraciones
- Cruz de plata con distintivo rojo (1920)
- Medalla militar de Marruecos con el pasador Melilla (1921)
- Cruz al mérito militar con distintivo rojo a título póstumo (1925)

## Distinciones y homenajes

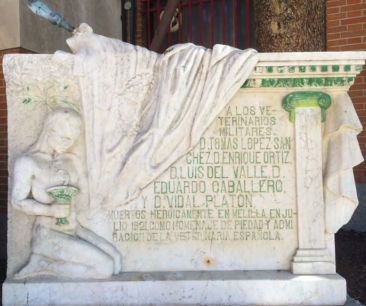

- En 1924, en la Escuela de Veterinaria de Madrid, se coloca una Placa Conmemorativa dedicada a los Veterinarios Militares que dieron su vida en los sucesos de Annual. Actualmente se encuentra en el Patio de Armas del Centro Militar de Veterinaria de la Defensa (Madrid).
- En 1925, bajo la dictadura del general Primo de Rivera, el Ayuntamiento de Bedmar dedicó a Eduardo Caballero Morales una calle, antes denominada de "La Botica" y con anterioridad de "La Cárcel", siendo su denominación actual "Teniente Caballero".
- En 1935, se le dedicó una placa conmemorativa en su casa natal que fue retirada en los años 70 del siglo XX.
- En 1945, con motivo de la celebración del primer centenario de la creación del Cuerpo de Veterinaria Militar, se colocan dos placas de mármol en el Centro Militar de Veterinaria, con los nombres grabados de todos los veterinarios militares que murieron en acto de servicio.